# Accordo UKUSA
Accordo UKUSA è una alleanza di Paesi anglofoni, guidata dagli Stati Uniti e dal Regno Unito con lo scopo di raccogliere informazioni attraverso attività di SIGINT (SIGnal INTelligence). Spesso associata con il progetto ECHELON.

## Storia
I membri dell'alleanza di intelligence hanno mantenuto legami nel raccogliere e condividere informazioni fin dalla seconda guerra mondiale. Ad ogni membro dell'alleanza sono assegnate delle precise responsabilità sul controllo di diverse parti del globo. Compito primario del Canada è controllare la porzione più settentrionale dell'ex Unione Sovietica e condurre ricerche su tutto il traffico di comunicazioni che possa essere raccolto dalle ambasciate nel mondo. Nell'era post-guerra fredda una grande enfasi è stata assegnata al controllo del traffico originato da satelliti, radio e telefonia mobile proveniente da America Centrale e Sud America, primariamente per controllare il traffico di droga e i gruppi paramilitari non allineati della regione.

## Attività
Gli Stati Uniti, con la loro vasta rete di satelliti spia e posti di ascolto, controllano la gran parte di America Latina, Asia, Russia asiatica e nord della Cina continentale. L'Inghilterra controlla Europa, Russia ad ovest degli Urali ed Africa. L'Australia sorveglia le comunicazioni provenienti dall'Indocina, Indonesia e sud della Cina. La Nuova Zelanda controlla la parte ovest dell'oceano Pacifico.

## Stati membri
I paesi e le rispettive agenzie costituenti sono:
- Australia - Defence Signals Directorate (DSD)
- Canada - Communications Security Establishment (CSE)
- Nuova Zelanda - Government Communications Security Bureau (GCSB)
- Regno Unito - Government Communications Headquarters (GCHQ)
- Stati Uniti d'America - National Security Agency (NSA)